# Didymiidae
Die Didymiidae sind eine von drei Schleimpilz-Familien in der Ordnung der Physarida. Sie umfasst acht Gattungen und enthält rund 100 Arten. Die Familie ist weltweit verbreitet.

## Merkmale
Das Capillitium ist nie kalkhaltig, selten finden sich jedoch Kalkknötchen als Ablagerungen an den Fäden. In den Fruchtkörpern findet sich darüber hinaus Kalk in körniger oder kristalliner Form.

## Systematik
Die Didymiidae wurden 1873 von Józef Rostafiński erstbeschrieben. Die Familie umfasst acht Gattungen mit rund 100 Arten, davon sind je rund 40 Arten Vertreter der Gattungen Didymium bzw. Diderma. Einige der anderen Gattungen der Familie sind monotypisch oder sehr artenarm.
- Familie Didymiidae
  - Mucilago
  - Trabrooksia
  - Leptoderma
  - Physarina
  - Diachea
  - Diderma
  - Didymium
  - Lepidoderma

## Nachweise
1. 1 2  Michael J. Dykstra, Harold W. Keller: Mycetozoa In: John J. Lee, G. F. Leedale, P. Bradbury (Hrsg.): An Illustrated Guide to the Protozoa. Band 2. Allen, Lawrence 2000, ISBN 1-891276-23-9, S. 973–977 (englisch).